# Olympische Sommerspiele 2024/Teilnehmer (Schweden)
| Gelbes Symbol für Goldmedaillen mit stilisierten Olympischen Ringen | Graues Symbol für Silbermedaillen mit stilisierten Olympischen Ringen | Braundes Symbol für Bronzemedaillen mit stilisierten Olympischen Ringen |
| ------------------------------------------------------------------- | --------------------------------------------------------------------- | ----------------------------------------------------------------------- |
| 4                                                                   | 4                                                                     | 3                                                                       |

Schweden nahm an den Olympischen Spielen 2024 vom 26. Juli bis zum 11. August 2024 in Paris teil. Es war die insgesamt 29. Teilnahme an Olympischen Sommerspielen.

## Medaillen

### Medaillenspiegel
| Rang   | Sportart        | Gold | Silber | Bronze | Gesamt |
| ------ | --------------- | ---- | ------ | ------ | ------ |
| 1      | Schwimmen       | 2    | –      | –      | 2      |
| 2      | Beachvolleyball | 1    | -      | –      | 1      |
| 2      | Leichtathletik  | 1    | -      | –      | 1      |
| 4      | Tischtennis     | –    | 2      | –      | 1      |
| 5      | Segeln          | –    | 1      | 1      | 2      |
| 6      | Schießen        | –    | 1      | –      | 1      |
| 7      | Judo            | –    | –      | 1      | 1      |
| 7      | Radsport        | –    | –      | 1      | 1      |
| Gesamt | Gesamt          | 4    | 4      | 3      | 11     |

### Medaillengewinner
| Name/n                                           | Sportart        | Wettkampf        |
| ------------------------------------------------ | --------------- | ---------------- |
| Gold                                             |                 |                  |
| Sarah Sjöström                                   | Schwimmen       | 50 m Freistil    |
| Sarah Sjöström                                   | Schwimmen       | 100 m Freistil   |
| Armand Duplantis                                 | Leichtathletik  | Stabhochsprung   |
| David Åhman Jonatan Hellvig                      | Beachvolleyball | Beachvolleyball  |
| Silber                                           |                 |                  |
| Victor Lindgren                                  | Schießen        | 10 m Luftgewehr  |
| Vilma Bobeck Rebecca Netzler                     | Segeln          | 49erFX           |
| Truls Möregårdh                                  | Tischtennis     | Einzel           |
| Kristian Karlsson Anton Källberg Truls Möregårdh | Tischtennis     | Mannschaft       |
| Bronze                                           |                 |                  |
| Tara Babulfath                                   | Judo            | Klasse bis 48 kg |
| Jenny Rissveds                                   | Radsport        | Mountainbike     |
| Anton Dahlberg Lovisa Karlsson                   | Segeln          | Mixed 470        |

## Teilnehmer nach Sportarten

### Beachvolleyball
Über das olympische Qualifikationsranking qualifizierte sich ein schwedisches Team bei den Männern für die Olympischen Spiele.
| Athleten                    | Gruppenphase           | Gruppenphase              | Gruppenphase | Gruppenphase | Achtelfinale               | Achtelfinale              | Viertelfinale                            | Viertelfinale      | Halbfinale     | Halbfinale         | Finale           | Finale             | Rang |
| Athleten                    | Gegner                 | Ergebnis                  | Punkte       | Rang         | Gegner                     | Ergebnis                  | Gegner                                   | Ergebnis           | Gegner         | Ergebnis           | Gegner           | Ergebnis           | Rang |
| --------------------------- | ---------------------- | ------------------------- | ------------ | ------------ | -------------------------- | ------------------------- | ---------------------------------------- | ------------------ | -------------- | ------------------ | ---------------- | ------------------ | ---- |
| Männer                      |                        |                           |              |              |                            |                           |                                          |                    |                |                    |                  |                    |      |
| David Åhman Jonatan Hellvig | Nicolaidis / Carracher | 2:0 (21:14, 21:19)        | 4            | 3            | Diaz Amaro / Alayo Moliner | 2:1 (21:11, 26:28, 15:11) | Goncalves Oliveira / Diego Mariano Lanci | 2:0 (21:17, 21:16) | Cherif / Ahmed | 2:0 (21:13, 21:17) | Ehlers / Wickler | 2:0 (21:10, 21:13) | Gold |
| David Åhman Jonatan Hellvig | Cherif / Ahmed         | 1:2 (21:15, 19:21, 18:20) | 4            | 3            | Diaz Amaro / Alayo Moliner | 2:1 (21:11, 26:28, 15:11) | Goncalves Oliveira / Diego Mariano Lanci | 2:0 (21:17, 21:16) | Cherif / Ahmed | 2:0 (21:13, 21:17) | Ehlers / Wickler | 2:0 (21:10, 21:13) | Gold |
| David Åhman Jonatan Hellvig | Cottafava / Nicolai    | 0:2 (22:24, 17:21)        | 4            | 3            | Diaz Amaro / Alayo Moliner | 2:1 (21:11, 26:28, 15:11) | Goncalves Oliveira / Diego Mariano Lanci | 2:0 (21:17, 21:16) | Cherif / Ahmed | 2:0 (21:13, 21:17) | Ehlers / Wickler | 2:0 (21:10, 21:13) | Gold |

### Boxen
Durch den Gewinn der Bronzemedaille bei den Europaspielen 2023 qualifizierte sich Nebil Ibrahim für die Teilnahme an seinen ersten Olympischen Spielen. Beim zweiten internationalen Qualifikationsturnier in Bangkok konnte sich zudem Agnes Alexiusson einen Startplatz für die Olympischen Spiele erkämpfen.
| Athleten         | Wettbewerb       | 1. Runde       | 1. Runde | Achtelfinale  | Achtelfinale  | Viertelfinale | Viertelfinale | Halbfinale    | Halbfinale    | Finale        | Finale        | Rang |
| Athleten         | Wettbewerb       | Gegner         | Ergebnis | Gegner        | Ergebnis      | Gegner        | Ergebnis      | Gegner        | Ergebnis      | Gegner        | Ergebnis      | Rang |
| ---------------- | ---------------- | -------------- | -------- | ------------- | ------------- | ------------- | ------------- | ------------- | ------------- | ------------- | ------------- | ---- |
| Frauen           |                  |                |          |               |               |               |               |               |               |               |               |      |
| Agnes Alexiusson | Klasse bis 60 kg | M. J. Palacios | 1:4      | ausgeschieden | ausgeschieden | ausgeschieden | ausgeschieden | ausgeschieden | ausgeschieden | ausgeschieden | ausgeschieden | 17   |
| Männer           |                  |                |          |               |               |               |               |               |               |               |               |      |
| Nebil Ibrahim    | Klasse bis 57 kg | W. Abusal      | 5:0      | A. Xaloqov    | 0:5           | ausgeschieden | ausgeschieden | ausgeschieden | ausgeschieden | ausgeschieden | ausgeschieden | 9    |

### Golf
Über das Olympic Golf Ranking der IGF qualifizierten sich vier schwedische Golfer für die Olympischen Spiele.
| Athleten     | Runde 1 | Runde 2 | Runde 3 | Runde 4 | Gesamt | Par | Rang |
| ------------ | ------- | ------- | ------- | ------- | ------ | --- | ---- |
| Frauen       |         |         |         |         |        |     |      |
| Maja Stark   | 72      | 72      | 71      | 69      | 284    | −4  | 10   |
| Linn Grant   | 74      | 71      | 73      | 71      | 289    | +1  | 27   |
| Männer       |         |         |         |         |        |     |      |
| Ludvig Åberg | 68      | 70      | 66      | 72      | 276    | −8  | 18   |
| Alex Norén   | 67      | 74      | 71      | 73      | 285    | +1  | 45   |

### Handball
Bei schwedischen Teams hatten sich für die Olympischen Spiele qualifiziert. Die Frauen qualifizierten sich als zweitplatziertes Team beim Qualifikationsturnier in Debrecen für Paris, während die Männer ihren Startplatz Dritter bei der Europameisterschaft 2024 erhielten.
| Wettbewerb       | Frauen | Männer |
| ---------------- | --- | --- |
| Athleten         | Tyra Axnér (8/13) Linn Blohm (8/26) Johanna Bundsen (8/2) Jenny Carlson (8/23) Evelina Eriksson (8/0) Nathalie Hagman (8/41) Elin Hansson (8/23) Sofia Hvenfelt (1/0) Nina Koppang (8/27) Emma Lindqvist (8/21) Olivia Löfqvist (7/6) Mathilda Lundström (8/4) Jamina Roberts (8/30) Carin Strömberg (8/3) Kristin Thorleifsdóttir (8/10) | Oscar Bergendahl (6/14) Jonathan Carlsbogård (6/14) Felix Claar (4/12) Max Darj (4/4) Jonathan Edvardsson (3/7) Jim Gottfridsson (5/11) Sebastian Karlsson (6/24) Albin Lagergren (6/20) Felix Möller (4/7) Andreas Palicka (6/2) Lucas Pellas (6/19) Daniel Pettersson (3/2) Lukas Sandell (6/18) Tobias Thulin (6/0) Karl Wallinius (6/10) Hampus Wanne (6/25) |
| Trainer          | Tomas Axnér | Glenn Solberg |
| Gruppenphase     | Norwegen (32:28) Deutschland (31:28) Dänemark (23:25) Südkorea (27:21) Slowenien (27:23) | Deutschland (27:30) Spanien (29:26) Slowenien (24:29) Kroatien (38:27) Japan (40:27) |
| Viertelfinale    | Ungarn (36:32) | Dänemark (31:32) |
| Halbfinale       | Frankreich (28:31) | ausgeschieden |
| Spiel um Platz 3 | Dänemark (25:30) | ausgeschieden |
| Rang             | 4. Platz | 7. Platz |

### Judo
Über die IJF-Weltrangliste konnten sich zwei schwedische Judokas qualifizieren.
| Athleten       | Wettbewerb       | 1. Runde   | 1. Runde | 2. Runde     | 2. Runde | Achtelfinale  | Achtelfinale  | Viertelfinale | Viertelfinale | Halbfinale / Trostrunde | Halbfinale / Trostrunde | Finale / Platz 3 | Finale / Platz 3 | Rang   |
| Athleten       | Wettbewerb       | Gegner     | Ergebnis | Gegner       | Ergebnis | Gegner        | Ergebnis      | Gegner        | Ergebnis      | Gegner                  | Ergebnis                | Gegner           | Ergebnis         | Rang   |
| -------------- | ---------------- | ---------- | -------- | ------------ | -------- | ------------- | ------------- | ------------- | ------------- | ----------------------- | ----------------------- | ---------------- | ---------------- | ------ |
| Frauen         |                  |            |          |              |          |               |               |               |               |                         |                         |                  |                  |        |
| Tara Babulfath | Klasse bis 48 kg | Lee H.-k.  | 10:0     | —            | —        | K. Kurbonova  | 10s1:0        | A. Scutto     | 10s1:0        | N. Tsunoda              | 0s3:10s2                | A. Abuschakinowa | 10s2:0s2         | Bronze |
| Männer         |                  |            |          |              |          |               |               |               |               |                         |                         |                  |                  |        |
| Marcus Nyman   | Klasse bis 90 kg | E. Trippel | 1:0      | A. Grigorian | 0:10     | ausgeschieden | ausgeschieden | ausgeschieden | ausgeschieden | ausgeschieden           | ausgeschieden           | ausgeschieden    | ausgeschieden    | 9      |

### Kanu
Bei den Kanurennsport-Weltmeisterschaften 2023 erreichten drei schwedische Boote Quotenplätze für die Olympischen Spiele. Im Kanuslalom erhielt Schweden einen Quotenplatz über die Weltmeisterschaften 2023 für den Wettbewerb im K1 der Männer.

#### Kanurennsport
| Athleten                    | Wettbewerb | Vorlauf     | Vorlauf | Viertelfinale | Viertelfinale | Halbfinale  | Halbfinale | A/B-Finale            | A/B-Finale | Rang |
| Athleten                    | Wettbewerb | Zeit        | Rang    | Zeit          | Rang          | Zeit        | Rang       | Zeit                  | Rang       | Rang |
| --------------------------- | ---------- | ----------- | ------- | ------------- | ------------- | ----------- | ---------- | --------------------- | ---------- | ---- |
| Frauen                      |            |             |         |               |               |             |            |                       |            |      |
| Melina Andersson            | K1 500 m   | 1:51,84 min | 3       | 1:49,21 min   | 1             | 1:50,79 min | 4          | B-Finale: 1:52,65 min | 4          | 12   |
| Linnea Stensils             | K1 500 m   | 1:50,16 min | 1       | ―             | ―             | 1:50,75 min | 3          | B-Finale: 1:52,59 min | 3          | 11   |
| Linnea Stensils Moa Wikberg | K2 500 m   | 1:40,97 min | 2       | ―             | ―             | 1:40,06 min | 5          | B-Finale: 1:42,05 min | 1          | 9    |
| Männer                      |            |             |         |               |               |             |            |                       |            |      |
| Martin Nathell              | K1 1000 m  | 3:28,36 min | 2       | ―             | ―             | 3:30,14 min | 4          | 3:31,06 min           | 7          | 7    |

#### Kanuslalom
| Athleten      | Wettbewerb | Vorlauf | Vorlauf | Halbfinale | Halbfinale | Finale   | Finale | Rang |
| Athleten      | Wettbewerb | Zeit    | Rang    | Zeit       | Rang       | Zeit     | Rang   | Rang |
| ------------- | ---------- | ------- | ------- | ---------- | ---------- | -------- | ------ | ---- |
| Männer        |            |         |         |            |            |          |        |      |
| Isak Öhrström | K1         | 89,43 s | 15      | 94,69 s    | 9          | 147,39 s | 12     | 12   |

Boater-Cross
| Männer        |          |         |    |   |   |   |               |               |               |    |
| Isak Öhrström | K1 Cross | 70,29 s | 16 | 2 | — | 4 | ausgeschieden | ausgeschieden | ausgeschieden | 28 |

### Leichtathletik
Die schwedischen Leichtathletinnen und Leichtathleten mussten die Zulassungsvoraussetzungen für Paris 2024 entweder durch das Erreichen der direkten Qualifikationsnorm oder durch die Weltrangliste erfüllen. Die Olympianormen des Weltverbandes konnten zehn schwedische Leichtathleten erreichen.
Laufen und Gehen
| Athleten          | Wettbewerb   | Vorlauf     | Vorlauf | Hoffnungslauf | Hoffnungslauf | Halbfinale    | Halbfinale    | Finale        | Finale        | Rang          |
| Athleten          | Wettbewerb   | Zeit        | Rang    | Zeit          | Rang          | Zeit          | Rang          | Zeit          | Rang          | Rang          |
| ----------------- | ------------ | ----------- | ------- | ------------- | ------------- | ------------- | ------------- | ------------- | ------------- | ------------- |
| Frauen            |              |             |         |               |               |               |               |               |               |               |
| Julia Henriksson  | 100 m        | 11,26 s     | 5       | —             | —             | ausgeschieden | ausgeschieden | ausgeschieden | ausgeschieden | ausgeschieden |
| Julia Henriksson  | 200 m        | 22,79 s NR  | 3       | —             | —             | 22,88 s       | 6             | ausgeschieden | ausgeschieden | ausgeschieden |
| Nora Lindahl      | 200 m        | 23,33 s     | 5       | 23,51 s       | 5             | ausgeschieden | ausgeschieden | ausgeschieden | ausgeschieden | ausgeschieden |
| Carolina Wikström | Marathon     | —           | —       | —             | —             | —             | —             | 2:34:20 h     | 52            | 52            |
| Männer            |              |             |         |               |               |               |               |               |               |               |
| Henrik Larsson    | 100 m        | 10,24 s     | 7       | ausgeschieden | ausgeschieden | ausgeschieden | ausgeschieden | ausgeschieden | ausgeschieden | ausgeschieden |
| Erik Erlandsson   | 200 m        | 20,65 s     | 7       | 20,49 s       | 1             | 20,93 s       | 8             | ausgeschieden | ausgeschieden | ausgeschieden |
| Andreas Kramer    | 800 m        | 1:44,93 min | 3       | —             | —             | 1:46,52 min   | 7             | ausgeschieden | ausgeschieden | ausgeschieden |
| Samuel Pihlström  | 1500 m       | 3:36,80 min | 8       | 3:33,58 min   | 4             | ausgeschieden | ausgeschieden | ausgeschieden | ausgeschieden | ausgeschieden |
| Andreas Almgren   | 5000 m       | DNS         | DNS     | DNS           | DNS           | DNS           | DNS           | DNS           | DNS           | DNS           |
| Andreas Almgren   | 10.000 m     | DNS         | DNS     | DNS           | DNS           | DNS           | DNS           | DNS           | DNS           | DNS           |
| Carl Bengtström   | 400 m Hürden | 49,34 s     | 4       | 48,63 s       | 1             | 49,56 s       | 6             | ausgeschieden | ausgeschieden | ausgeschieden |
| Oskar Edlund      | 400 m Hürden | 49,74 s     | 7       | 48,99 s       | 4             | ausgeschieden | ausgeschieden | ausgeschieden | ausgeschieden | ausgeschieden |
| Suldan Hassan     | Marathon     | —           | —       | —             | —             | —             | —             | 2:11:21 h     | 28            | 28            |
| Perseus Karlström | 20 km Gehen  | —           | —       | —             | —             | —             | —             | 1:21:05 h     | 21            | 21            |

Springen und Werfen
| Athleten             | Wettbewerb     | Qualifikation | Qualifikation | Finale        | Finale        | Rang          |
| Athleten             | Wettbewerb     | Weite/Höhe    | Rang          | Weite/Höhe    | Rang          | Rang          |
| -------------------- | -------------- | ------------- | ------------- | ------------- | ------------- | ------------- |
| Frauen               |                |               |               |               |               |               |
| Maja Åskag           | Dreisprung     | 13,79 m       | 19            | ausgeschieden | ausgeschieden | ausgeschieden |
| Axelina Johansson    | Kugelstoßen    | 18,16 m       | 12            | 18,03 m       | 10            | 10            |
| Fanny Roos           | Kugelstoßen    | 18,17 m       | 10            | 18,78 m       | 7             | 7             |
| Vanessa Kamga        | Diskuswurf     | 65,14 m NR    | 4             | 65,05 m       | 5             | 5             |
| Caisa-Marie Lindfors | Diskuswurf     | 59,29 m       | 27            | ausgeschieden | ausgeschieden | ausgeschieden |
| Thea Löfman          | Hammerwurf     | 69,12 m       | 18            | ausgeschieden | ausgeschieden | ausgeschieden |
| Männer               |                |               |               |               |               |               |
| Thobias Montler      | Weitsprung     | 7,82 m        | 16            | ausgeschieden | ausgeschieden | ausgeschieden |
| Armand Duplantis     | Stabhochsprung | 5,75 m        | 1             | 6,25 m WR     | 1             | Gold          |
| Daniel Ståhl         | Diskuswurf     | 65,16 m       | 8             | 66,95 m       | 7             | 7             |
| Ragnar Carlsson      | Hammerwurf     | 73,96 m       | 15            | ausgeschieden | ausgeschieden | ausgeschieden |

### Moderner Fünfkampf
Über das UIPM-Ranking qualifizierte sich Marlena Jawaid für die Olympischen Spiele.
| Athleten       | Fechten | Fechten | Schwimmen   | Schwimmen | Reiten  | Reiten | Combined     | Combined | Punkte | Rang |
| Athleten       | Bilanz  | Punkte  | Zeit        | Punkte    | Zeit    | Punkte | Zeit         | Punkte   | Punkte | Rang |
| -------------- | ------- | ------- | ----------- | --------- | ------- | ------ | ------------ | -------- | ------ | ---- |
| Frauen         |         |         |             |           |         |        |              |          |        |      |
| Marlena Jawaid | 18+0    | 215     | 2:20,65 min | 269       | 66,82 s | 290    | 12:09,81 min | 571      | 1345   | 24   |

### Radsport
Für das Straßenrennen der Frauen erhielt Schweden über die UCI-Straßen-Weltrangliste nach Nationen einen Startplatz, während man beim Straßenrennen der Männer durch das Ergebnis bei den Weltmeisterschaften 2023 mit einem Athleten startberechtigt ist. Über das olympische Qualifikationsranking im Mountainbike erhielt Schweden einen Startplatz bei den Frauen.

#### Straße
| Athleten           | Wettbewerb    | Zeit      | Rang |
| ------------------ | ------------- | --------- | ---- |
| Frauen             |               |           |      |
| Caroline Andersson | Straßenrennen | 4:02:57 h | 14   |
| Männer             |               |           |      |
| Jakob Söderqvist   | Straßenrennen | 6:33:56 h | 58   |

#### Mountainbike
| Athleten       | Wettbewerb    | Zeit      | Rang   |
| -------------- | ------------- | --------- | ------ |
| Frauen         |               |           |        |
| Jenny Rissveds | Cross-Country | 1:29:04 h | Bronze |

### Reiten
Über die entsprechenden Weltmeisterschaften 2023 hatten sich in allen drei Disziplinen schwedische Mannschaften qualifiziert. Die insgesamt neun schwedischen Reiter konnten sowohl im Mannschafts- als auch den jeweiligen Einzelwettbewerben an den Start gehen.

#### Dressurreiten
| Athleten                                                                                           | Wettbewerb | Prozent / Punkte           | Prozent / Punkte | Prozent / Punkte | Rang |
| Athleten                                                                                           | Wettbewerb | Grand Prix (Qualifikation) | GP Spécial       | GP Kür           | Rang |
| -------------------------------------------------------------------------------------------------- | ---------- | -------------------------- | ---------------- | ---------------- | ---- |
| Patrik Kittel mit Touchdown                                                                        | Einzel     | 74,317                     | —                | 80,854           | 14   |
| Therese Nilshagen mit Dante Weltino OLD                                                            | Einzel     | 73,991                     | —                | 74,714           | 18   |
| Juliette Ramel mit Buriel K.H.                                                                     | Einzel     | 71,553                     | —                | ausgeschieden    | 25   |
| Patrik Kittel mit Touchdown Therese Nilshagen mit Dante Weltino OLD Juliette Ramel mit Buriel K.H. | Mannschaft | 219,861                    | 212,811          | —                | 7    |

#### Springreiten
| Athleten | Wettbewerb | Strafpunkte   | Strafpunkte   | Strafpunkte   | Strafpunkte   | Strafpunkte   | Strafpunkte   | Rang |
| Athleten | Wettbewerb | Einzelwertung | Einzelwertung | Einzelwertung | Nationenpreis | Nationenpreis | Nationenpreis | Rang |
| Athleten | Wettbewerb | 1. Umlauf     | 2. Umlauf     | Stechen       | 1. Umlauf     | 2. Umlauf     | Stechen       | Rang |
| --- | ---------- | ------------- | ------------- | ------------- | ------------- | ------------- | ------------- | ---- |
| Rolf-Göran Bengtsson mit Zuccero HV                                                                          | Einzel     | (4)           | ausgeschieden | ausgeschieden | —             | —             | —             | 32   |
| Henrik von Eckermann mit King Edward                                                                         | Einzel     | (0)           | EL            | ―             | —             | —             | —             | ―    |
| Peder Fredricson mit Catch Me Not S                                                                          | Einzel     | (8)           | ausgeschieden | ausgeschieden | —             | —             | —             | 43   |
| Rolf-Göran Bengtsson mit Zuccero HV Henrik von Eckermann mit King Edward Peder Fredricson mit Catch Me Not S | Mannschaft | —             | —             | —             | (17)          | (12)          | ausgeschieden | 6    |

#### Vielseitigkeitsreiten
| Athleten                                                                                            | Wettbewerb | Minuspunkte Dressur | Minuspunkte Gelände | Minuspunkte Springen | Minuspunkte Springen | Minuspunkte Gesamt | Rang |
| --------------------------------------------------------------------------------------------------- | ---------- | ------------------- | ------------------- | -------------------- | -------------------- | ------------------ | ---- |
| Frida Andersen mit Box Leo                                                                          | Einzel     | 33,30               | 0,00                | 0,00                 | 0,00                 | 33,30              | 12   |
| Louise Romeike mit Caspian 15                                                                       | Einzel     | 37,70               | 0,80                | 5,60                 | 0,40                 | 44,50              | 24   |
| Sofia Sjöborg mit Bryjamolga Vh Marienshof                                                          | Einzel     | 33,30               | 15,00               | 4,80                 | ausgeschieden        | 53,10              | 33   |
| Sofia Sjöborg mit Bryjamolga Vh Marienshof Louise Romeike mit Caspian 15 Frida Andersen mit Box Leo | Mannschaft | 104,30              | 15,80               | 10,40                | —                    | 130,50             | 6    |

### Ringen
Bei den Weltmeisterschaften 2023 konnte ein Quotenplatz für die Gewichtsklasse bis 53 kg der Frauen erreicht werden. Beim internationalen Qualifikationsturnier in Istanbul kam ein weiterer Startplatz hinzu.

#### Freier Stil
Legende: G = Gewonnen, V = Verloren, S = Schultersieg
| Athleten         | Wettbewerb       | Achtelfinale | Achtelfinale | Viertelfinale | Viertelfinale | Halbfinale    | Halbfinale    | Hoffnungsrunde Halbfinale | Hoffnungsrunde Halbfinale | Hoffnungsrunde Finale | Hoffnungsrunde Finale | Finale        | Finale        | Rang |
| Athleten         | Wettbewerb       | Gegner       | Ergebnis     | Gegner        | Ergebnis      | Gegner        | Ergebnis      | Gegner                    | Ergebnis                  | Gegner                | Ergebnis              | Gegner        | Ergebnis      | Rang |
| ---------------- | ---------------- | ------------ | ------------ | ------------- | ------------- | ------------- | ------------- | ------------------------- | ------------------------- | --------------------- | --------------------- | ------------- | ------------- | ---- |
| Frauen           |                  |              |              |               |               |               |               |                           |                           |                       |                       |               |               |      |
| Jonna Malmgren   | Klasse bis 53 kg | B. Argüello  | G 5:3        | Pang Q.       | V 2:10        | ausgeschieden | ausgeschieden | ausgeschieden             | ausgeschieden             | ausgeschieden         | ausgeschieden         | ausgeschieden | ausgeschieden | 12   |
| Johanna Lindborg | Klasse bis 62 kg | B. Dudowa    | V 3:8        | ausgeschieden | ausgeschieden | ausgeschieden | ausgeschieden | ausgeschieden             | ausgeschieden             | ausgeschieden         | ausgeschieden         | ausgeschieden | ausgeschieden | 10   |

### Schießen
Im bis zum 9. Juni 2024 laufenden Qualifikationszeitraum konnten sieben Quotenplätze erreicht werden.
| Athleten                         | Wettbewerb                                 | Qualifikation   | Qualifikation | Finale          | Finale        |
| Athleten                         | Wettbewerb                                 | Ringe/ Scheiben | Rang          | Ringe/ Scheiben | Rang          |
| -------------------------------- | ------------------------------------------ | --------------- | ------------- | --------------- | ------------- |
| Frauen                           |                                            |                 |               |                 |               |
| Stina Lawner                     | 25 m Sportpistole                          | 573             | 30            | ausgeschieden   | ausgeschieden |
| Victoria Larsson                 | Skeet                                      | 118             | 11            | ausgeschieden   | ausgeschieden |
| Männer                           |                                            |                 |               |                 |               |
| Victor Lindgren                  | 50 m Kleinkalibergewehr Dreistellungskampf | 589             | 13            | ausgeschieden   | ausgeschieden |
| Victor Lindgren                  | 10 m Luftgewehr                            | 630,7           | 6             | 251,4           | Silber        |
| Marcus Madsen                    | 50 m Kleinkalibergewehr Dreistellungskampf | 589             | 12            | ausgeschieden   | ausgeschieden |
| Marcus Madsen                    | 10 m Luftgewehr                            | 625,0           | 40            | ausgeschieden   | ausgeschieden |
| Marcus Svensson                  | Skeet                                      | 118             | 18            | ausgeschieden   | ausgeschieden |
| Stefan Nilsson                   | Skeet                                      | 122             | 5             | 27              | 5             |
| Rickard Levin-Andersson          | Trap                                       | 123             | 4             | 30              | 4             |
| Mixed                            |                                            |                 |               |                 |               |
| Victoria Larsson Marcus Svensson | Skeet                                      | 136             | 15            | ausgeschieden   | ausgeschieden |

### Schwimmen
Sieben schwedische Schwimmer konnten die olympischen Normzeiten des Weltverbandes erreichen. Über die zeitschnellsten Staffeln, bei den Weltmeisterschaften 2023 und den Weltmeisterschaften 2024 konnten sich zudem vier schwedische Staffeln für die Wettbewerbe in Paris qualifizieren.
| Athleten                                                                 | Wettbewerb          | Vorlauf      | Vorlauf | Halbfinale    | Halbfinale    | Finale        | Finale        | Rang |
| Athleten                                                                 | Wettbewerb          | Zeit         | Rang    | Zeit          | Rang          | Zeit          | Rang          | Rang |
| ------------------------------------------------------------------------ | ------------------- | ------------ | ------- | ------------- | ------------- | ------------- | ------------- | ---- |
| Frauen                                                                   |                     |              |         |               |               |               |               |      |
| Sarah Sjöström                                                           | 50 m Freistil       | 23,85 s      | 1       | 23,66 s       | 1             | 23,71 s       | 1             | Gold |
| Michelle Coleman                                                         | 50 m Freistil       | 24,55 s      | 7       | 24,47 s       | 9             | ausgeschieden | ausgeschieden | 9    |
| Sarah Sjöström                                                           | 100 m Freistil      | 52,99 s      | 1       | 52,87 s       | 6             | 52,16 s       | 1             | Gold |
| Michelle Coleman                                                         | 100 m Freistil      | 54,10 s      | 14      | 53,75 s       | 12            | ausgeschieden | ausgeschieden | 12   |
| Louise Hansson                                                           | 100 m Rücken        | 1:00,26 min  | 15      | 1:00,47 min   | 15            | ausgeschieden | ausgeschieden | 15   |
| Sophie Hansson                                                           | 100 m Brust         | 1:06,66 min  | 13      | 1:06,96 min   | 13            | ausgeschieden | ausgeschieden | 13   |
| Sophie Hansson                                                           | 200 m Brust         | 2:28,10 min  | 20      | ausgeschieden | ausgeschieden | ausgeschieden | ausgeschieden | 20   |
| Louise Hansson                                                           | 100 m Schmetterling | 57,57 s      | 12      | 56,93 s       | 8             | 57,34 s       | 8             | 8    |
| Sofia Åstedt Michelle Coleman Louise Hansson Sara Junevik Sarah Sjöström | 4 × 100 m Freistil  | 3:34,35 min  | 4       | —             | —             | 3:33,79 min   | 5             | 5    |
| Louise Hansson Sophie Hansson Hanna Rosvall Sarah Sjöström               | 4 × 100 m Lagen     | 3:57,33 min  | 6       | —             | —             | 3:56,92 min   | 7             | 7    |
| Männer                                                                   |                     |              |         |               |               |               |               |      |
| Björn Seeliger                                                           | 50 m Freistil       | 22,21 s      | 31      | ausgeschieden | ausgeschieden | ausgeschieden | ausgeschieden | 31   |
| Björn Seeliger                                                           | 100 m Freistil      | 49,70 s      | 40      | ausgeschieden | ausgeschieden | ausgeschieden | ausgeschieden | 40   |
| Victor Johansson                                                         | 400 m Freistil      | 3:47,98 min  | 18      | —             | —             | ausgeschieden | ausgeschieden | 18   |
| Victor Johansson                                                         | 800 m Freistil      | 7:49,47 min  | 16      | —             | —             | ausgeschieden | ausgeschieden | 16   |
| Victor Johansson                                                         | 1500 m Freistil     | 15:05,62 min | 17      | —             | —             | ausgeschieden | ausgeschieden | 17   |
| Erik Persson                                                             | 200 m Brust         | 2:10,35 min  | 7       | 2:10,11 min   | 13            | ausgeschieden | ausgeschieden | 13   |
| Isak Eliasson Robin Hanson Elias Persson Björn Seeliger                  | 4 × 100 m Freistil  | 3:15,71 min  | 15      | —             | —             | ausgeschieden | ausgeschieden | 15   |
| Victor Johansson                                                         | 10 km Freiwasser    | —            | —       | —             | —             | DNF           | DNF           | DNF  |
| Mixed                                                                    |                     |              |         |               |               |               |               |      |
| Hanna Rosvall Erik Persson Sara Junevik Robin Hanson                     | 4 × 100 m Lagen     | 3:46,15 min  | 12      | —             | —             | ausgeschieden | ausgeschieden | 12   |

### Segeln
In gleich vier Bootsklassen konnte schwedische Segler bei den Segel-Weltmeisterschaften 2023 Quotenplätze für die Olympischen Spiele erreichen. Im Windsurfen der Frauen qualifizierte sich Schweden über die Last Chance Regatta.
| Athleten                       | Wettbewerb        | Qualifikation | Qualifikation | Medal Race    | Medal Race    | Punkte | Rang   |
| Athleten                       | Wettbewerb        | Punkte        | Rang          | Punkte        | Rang          | Punkte | Rang   |
| ------------------------------ | ----------------- | ------------- | ------------- | ------------- | ------------- | ------ | ------ |
| Frauen                         |                   |               |               |               |               |        |        |
| Johanna Hjertberg              | Windsurfen iQFoiL | 177           | 20            | ausgeschieden | ausgeschieden | 177    | 20     |
| Josefin Olsson                 | Laser Radial      | 128           | 17            | ausgeschieden | ausgeschieden | 128    | 17     |
| Vilma Bobeck Rebecca Netzler   | 49erFX            | 74            | 3             | 2             | 1             | 76     | Silber |
| Mixed                          |                   |               |               |               |               |        |        |
| Anton Dahlberg Lovisa Karlsson | 470er             | 39            | 4             | 8             | 4             | 47     | Bronze |
| Hanna Jonsson Emil Järudd      | Nacra 17          | 118           | 10            | ausgeschieden | ausgeschieden | 118    | 10     |

### Skateboard
Über die olympische Qualifikationsrangliste konnte sich mit Hampus Winberg ein schwedischer Skateboarder im Parkwettbewerb für Paris qualifizieren.
| Athleten       | Wettbewerb | Qualifikation | Qualifikation | Finale        | Finale        | Rang |
| Athleten       | Wettbewerb | Punkte        | Rang          | Punkte        | Rang          | Rang |
| -------------- | ---------- | ------------- | ------------- | ------------- | ------------- | ---- |
| Männer         |            |               |               |               |               |      |
| Hampus Winberg | Park       | 88,29         | 9             | ausgeschieden | ausgeschieden | 9    |

### Tischtennis
Bei der Europameisterschaft 2023 im heimischen Malmö konnte sie die Männermannschaft durch ihren Titelgewinn vorzeitig für die Spiele in Paris qualifizieren. Über die ITTF-Weltrangliste gelang es auch der Frauenmannschaft sich die qualifizieren. In den beiden Einzelwettbewerben waren somit auch je zwei Athleten startberechtigt. Zudem qualifizierte sich beim Qualifikationsturnier in Havířov auch das schwedische Mixed-Doppel, wodurch Schweden das Maximum an Startplätzen im Tischtennis pro Nation vollständig ausschöpfte.
| Athleten                                           | Wettbewerb | 1. Runde | 1. Runde | 2. Runde    | 2. Runde | 3. Runde      | 3. Runde      | Achtelfinale           | Achtelfinale  | Viertelfinale        | Viertelfinale | Halbfinale    | Halbfinale    | Finale / Platz 3 | Finale / Platz 3 | Rang   |
| Athleten                                           | Wettbewerb | Gegner   | Erg.     | Gegner      | Erg.     | Gegner        | Erg.          | Gegner                 | Erg.          | Gegner               | Erg.          | Gegner        | Erg.          | Gegner           | Erg.             | Rang   |
| -------------------------------------------------- | ---------- | -------- | -------- | ----------- | -------- | ------------- | ------------- | ---------------------- | ------------- | -------------------- | ------------- | ------------- | ------------- | ---------------- | ---------------- | ------ |
| Frauen                                             |            |          |          |             |          |               |               |                        |               |                      |               |               |               |                  |                  |        |
| Linda Bergström                                    | Einzel     | Freilos  | Freilos  | K. Węgrzyn  | 4:1      | Chen M.       | 1:4           | ausgeschieden          | ausgeschieden | ausgeschieden        | ausgeschieden | ausgeschieden | ausgeschieden | ausgeschieden    | ausgeschieden    | 17     |
| Christina Källberg                                 | Einzel     | Freilos  | Freilos  | S. Akula    | 0:4      | ausgeschieden | ausgeschieden | ausgeschieden          | ausgeschieden | ausgeschieden        | ausgeschieden | ausgeschieden | ausgeschieden | ausgeschieden    | ausgeschieden    | 33     |
| Linda Bergström Christina Källberg Filippa Bergand | Mannschaft | —        | —        | —           | —        | —             | —             | Hongkong               | 3:2           | Südkorea             | 0:3           | ausgeschieden | ausgeschieden | ausgeschieden    | ausgeschieden    | 5      |
| Männer                                             |            |          |          |             |          |               |               |                        |               |                      |               |               |               |                  |                  |        |
| Anton Källberg                                     | Einzel     | Freilos  | Freilos  | S. Idowu    | 4:3      | F. Lebrun     | 2:4           | ausgeschieden          | ausgeschieden | ausgeschieden        | ausgeschieden | ausgeschieden | ausgeschieden | ausgeschieden    | ausgeschieden    | 17     |
| Truls Möregårdh                                    | Einzel     | Freilos  | Freilos  | C. Nuytinck | 4:0      | Wang C.       | 4:2           | Kao C.-j.              | 4:1           | O. Assar             | 4:1           | H. Calderano  | 4:2           | Fan Z.           | 1:4              | Silber |
| Anton Källberg Truls Möregårdh Kristian Karlsson   | Mannschaft | —        | —        | —           | —        | —             | —             | Dänemark               | 3:0           | Deutschland          | 3:0           | Japan         | 3:2           | China            | 3:0              | Silber |
| Mixed                                              |            |          |          |             |          |               |               |                        |               |                      |               |               |               |                  |                  |        |
| Christina Källberg Kristian Karlsson               | Doppel     | —        | —        | —           | —        | —             | —             | J. Campos / D. Fonseca | 4:1           | Ri J.-s. / Kim K.-y. | 1:4           | ausgeschieden | ausgeschieden | ausgeschieden    | ausgeschieden    | 5      |

### Triathlon
Über die Einzel-Qualifikationsrangliste erhielt Schweden einen Startplatz bei den Frauen.
| Athleten      | Wettbewerb | Zeit      | Rang |
| ------------- | ---------- | --------- | ---- |
| Frauen        |            |           |      |
| Tilda Månsson | Einzel     | 1:59:22 h | 23   |

### Wasserspringen
Über die Schwimmweltmeisterschaften 2023 erhielt Schweden einen Startplatz für das Kunstspringen der Frauen.
| Athleten             | Wettbewerb        | Vorkampf | Vorkampf | Halbfinale | Halbfinale | Finale | Finale | Rang |
| Athleten             | Wettbewerb        | Punkte   | Rang     | Punkte     | Rang       | Punkte | Rang   | Rang |
| -------------------- | ----------------- | -------- | -------- | ---------- | ---------- | ------ | ------ | ---- |
| Frauen               |                   |          |          |            |            |        |        |      |
| Emilia Nilsson Garip | Kunstspringen 3 m | 295,20   | 10       | 279,60     | 11         | 279,40 | 9      | 9    |